# Gennady Golovkin vs. David Lemieux
Gennady Golovkin vs David Lemieux fue una pelea por el boxeo con transmisión en HBO Pay-Per-View en el Madison Square Garden el 17 de octubre de 2015.

## Desarrollo
Gennady Golovkin vs. David Lemieux fue una pelea de boxeo por la unificación de títulos, difundida a través del pay-per-view de HBO en el Madison Square Garden el 17 de octubre de 2015. La tarjeta fue promovida por Golden Boy Promotions y K2 Promotions. La pelea fue organizada para unificar los títulos de peso mediano de la AMB (Super), IBO, FIB y el título interino del CMB. 
 El número de compras de PPV fue de más de 150.000 
 Los ganadores de cada pelea se destacan en negrita.

## Transmisión
La transmisión de la pelea fue televisada a través de HBO PPV, con su precio fijado en US$60